# Фостер, Сесил Глен
Сесил Глен Фостер (англ. Cecil Glen Foster; 1925 — 2016) — лётчик-ас ВВС США Корейской и Вьетнамской войн, полковник в отставке (с 1975 года). 

## Биография
Родился 30 августа 1925 года в тауншипе Портер, штат Мичиган в семье C. Everett Foster и Alma Tippin. Когда его мать умерла от полиомиелита, Сесил жил на различных фермах своей бабушки и дедушки. 
Окончив среднюю школу Мидленда в 1943 году, записался в армию и начал свою блестящую военную карьеру лётчика. Во время учебы в предполетной школе в Сан-Антонио, штат Техас, он встретил свою будущую жену Margaret Mary Frazer, на которой женился 13 февраля 1945 года в Сан-Антонио. Не успев поучаствовать во Второй мировой войне, прослужил 31 год в авиации, став участником Корейской и Вьетнамской войн. 
Во время Корейской войны в звании капитана летал на самолёте F-86 Sabre, сбив девять самолётов  МиГ-15 в ста боевых вылетах. Был сбит и попал в плен в 1953 году. Во время Вьетнамской войны летал на F-101 Voodoo и F-4 Phantom, совершив 165 боевых вылетов.
Умер 5 июля 2016 года в своем доме в Монтане. Гражданская панихида состоялась в церкви St. Regis Community Bible Church. Был похоронен на Арлингтонском национальном кладбище в Вашингтоне. У него было пятеро сыновей, 13 внуков и 16 правнуков.
В музее Michigan's Own Military & Space Museum имеется экспозиция, посвященная Сесилу Фостеру, где представлен его самолёт F-86 Sabre. В День поминовения 1997 года он был почётным маршалом (англ. Grand Marshal) парада в Мидленде.

## Награды
Среди более двадцати военных наград Сесила Фостера имеются:
- две Серебряных звезды — за Корейскую (1952) и Вьетнамскую (1966) войны,
- три Креста лётных заслуг (1952, 1952, 1966),
- медаль Пурпурное сердце и Золотая медаль Конгресса США.